# Посадочная яма
Посадочная яма — углубление в почве для посадки в неё плодовых деревьев. Применяется на приусадебных участках, при ремонте садов, при сложной конфигурации садовых участков. Для создания посадочных ям в больших количествах рекомендуется использовать ямокопатель. Посадочные ямы имеют цилиндрическую форму и отвесные стенки. Диаметр и глубина посадочных ям зависит от используемых насаждений: под яблоню и грушу диаметр равен 80-100 см, глубина — 50—60 см; под косточковые культуры диаметр равен 70 см, глубина — 40 см. Диаметр посадочной ямы рекомендуется делать вдвое больше диаметра корневого кома саженца дерева, а её глубина должна быть примерно равна высоте корневого кома. С целью избежания перемешивания различных слоёв грунта, в процессе создания ямы землю из нижних слоёв складывают отдельно. В центре ямы вбивают кол длиной 110—120 см. для прикрепления к нему саженца дерева при посадке. Для обеспечения удобных условий роста саженца дерева, посадочную яму на 2/3 наполняют почвой из верхнего слоя, перемешанной с минеральными и органическими удобрениями, делают из почвы конус и оставляют до посадки.
Нормативы, регулирующие подготовку посадочных мест в городе: 
Приказ Госстроя РФ от 15.12.1999 N 153 Об утверждении Правил создания, охраны и содержания зеленых насаждений в городах Российской Федерации
Постановление Правительства Москвы от 10 сентября 2002 г. N 743-ПП "Об утверждении Правил создания, содержания и охраны зеленых насаждений и природных сообществ города Москвы".
Там же приведены стандартные размеры комов, ям и траншей для посадки деревьев и кустарников. 
Учет работ по подготовке посадочных мест (в т.ч. ям) приведен в ГЭСН 81-02-47-2020 — государственные элементные сметные нормы на строительные работы, сборник 47 «Озеленение, защитные лесонасаждения»